# Escultismo en Chile
El Movimiento Scout en Chile es uno de los más antiguos del mundo y el primero en Sudamérica, siendo fundado el 21 de mayo de 1909 por el Dr. Alcibíades Vicencio, Joaquín Cabezas, educador y fundador del Instituto de Educación Física, y el Dr. Miguel Dávila Varela, luego de la visita realizada al país en marzo de 1909 por Robert Baden-Powell, fundador del Movimiento Scout Mundial. En Chile es usual que la participación masculina y femenina esté unificada, a diferencia de otros países o grupos en los cuales los miembros se separan en escultismo, masculino; y guidismo, femenino.
El movimiento scout también esta sujeto a cuestiones políticas, demostrándose en la división que tiene el escultismo en agrupación scout y asociación scout, la primera sin fines de lucro y la otra de forma lucrativa (mensualidades).

## Historia
El 23 de marzo de 1909, llega a Chile Robert Baden-Powell, fue recibido por el presidente de ese entonces, Pedro Montt. el 25 de marzo, visita los diferentes cuarteles militares chilenos, pero se le solicita exponer sobre el creciente movimiento scout.
El primer grupo scout se llamó Brigada Central, que luego pasó a llamarse "Grupo Alcibíades Vicencio del Instituto Nacional", honrando así la figura de su fundador después de su muerte. Así, el 21 de mayo de 1909 se realiza la primera excursión al puente Los Morros, en Buin. Al retornar de dicha excursión, los Scouts junto a Alcibíades Vicencio, visitan a la viuda de Arturo Prat, Doña Carmela Carvajal de Prat. Esta fecha es destacada por el mismísimo Dr. Alcibíades Vicencio como la fecha de fundación oficial de la naciente Asociación de Boy-Scouts de Chile, cuyo primer Directorio General ya se había conformado el 5 de mayo de 1909.
La Asociación de Boy Scouts de Chile (1909-1974) es agrupación pionera chilena que organiza el escultismo y guidismo. De ella se separó por diferencias el Movimiento de Reforma Scout de Chile (1967-1974). La Federación de Scouts Católicos de Chile (1960-1974) es creada como organización separada. A fines de 1973 se unifican las tres agrupaciones en la Asociación de Scouts de Chile (1974-1978). La Asociación de Girl Guides (1953-1974) y la Rama Femenina de la Federación de Scouts Católicos se unifican en la Asociación de Guías de Chile (1974-1978). Finalmente la Asociación de Scouts y la Asociación de Guías se fusionan en la actual Asociación de Guías y Scouts de Chile en 1978.
Los primeros grupos de niñas (guías) se crearon entre 1912 y 1913 en Valdivia, Rancagua y Valparaíso.
La primera concentración Nacional de Boy Scouts se realizó el 23 de noviembre de 1913, organizada con ocasión de la visita del expresidente Teodoro Roosevelt. Marcharon más de mil ochocientos scouts y guías de quince ciudades.
El 19.º Jamboree Scout Mundial se realizó en Chile, siendo el primer evento de este tipo en Sudamérica, entre el 27 de diciembre de 1998 al 6 de enero de 1999.
En 2003 se funda la agrupación Woodcraft Chile, que trabaja con un sistema de Escultismo tradicional en su base, pero modernizando y actualizando sus Planes de Adelanto cada 4 años a fin de no perder la vigencia del Escultismo en el mundo de hoy, la Idea es combinar, "Modernidad y Tradición", además de dar énfasis a la Mística y a Tradiciones ya extintas en algunos Grupos como lo son las Tribus Scout y la Totemización.
En el 2012 se registra y lanza oficialmente la Federación de Scouts Cristianos CCS CHILE, dependiente de las oficinas centrales en Miami y miembro de ACE y WFIS. Con 12 grupos activos en la nación austral son el conglomerado Scout confesional más representativo de Chile.

## Agrupaciones Scout de Chile
En Chile existen varias opciones para practicar y vivir el Escultismo. El método Scout, siendo uno sólo, presenta variantes que se identifican como: tradicional, renovada o actualizada del Movimiento Scout. Las cuales están organizadas en:
- Asociación de Guías y Scouts de Chile (AGSCh, 1978). Afiliada a la Organización Mundial del Movimiento Scout (OMMS) y Asociación Mundial de las Muchachas Guías y las Guías Scouts (WAGGGS)
- Agrupación Nacional de Boy Scouts de Chile (ANBSCh, 1982). Afiliada a la Federación Mundial de Scouts Independientes   (WFIS).
- Federación Nacional de Boy Scouts y Girl Guides de Chile. Afiliada a la Confederación Interamericana de Scouts Independientes (CISI) y Organización Mundial de Scouts Independientes (WOIS).
- Federación Baden-Powell Scouts de Chile. Afiliada a la CISI.
- Unión de Scouts Tradicionales de América Chile. U.S.T.A. CHILE Afiliada a la USTA-M.
- Agrupación de Guías y Scouts Cristianos de Chile. Afiliada a la WFIS.
- Agrupación de Escultismo Woodcraft de Chile (Woodcraft Chile 2003). Afiliada a la Orden Mundial Scout - OWS a través de la Union de Scouts Tradicionales de América - USTA y afiliada igualmente a la Orden Mundial Woodcraft a través de Woodcraft Interamericana.
- Hermandad Scout del Desierto (HSDD, 2006). Afiliada a la WFIS.
- CCS Federación de Comunidades Cristianas Scouts Chile (2011).
- Skolta Esperanto Ligo-Chile (SEL-Ĉilio), sección chilena de guías y scouts esperantistas.
- Hermandad Scout de Chile afiliada a Wots Gilwell
- Fundación de Voluntarios Scout de Chile (revisionistas independientes).

## Vestimenta
Los miembros de la Agrupación Nacional de Boy Scouts de Chile usan uniforme verde kaki con pantalones generalmente cortos y medias además de la opción de boina, sombrero con ala o quepis y sus pañoletas de Grupo. Esta institución aplica el método tradicional Scout.
Los miembros de la Asociación de Guías y Scouts de Chile usan camisa gris perla con pañoletas y una opción de pantalón o falda azul marino o pantalones jeans azules, generalmente sin sombrero o gorros. Esta institución aplica una versión renovada del método Scout y actualizada a los tiempos que corren, sin perder el Espíritu.
Los miembros de la Agrupación de Escultismo Woodcraft de Chile usan uniforme de corte moderno, pero de materiales resistentes, apto para la vida outdoor, de camisa Verde oscuro en sus miembros beneficiarios y Beige en sus Dirigentes, con pañoletas de Grupo y cargo y una opción de pantalón tipo cargo en color verde, con quepi o boina.